# Bukowica (województwo lubuskie)
Bukowica (niem. Bockwitz) – wieś w Polsce, położona w województwie lubuskim, w powiecie żagańskim, w gminie Niegosławice.
W latach 1975–1998 wieś administracyjnie należała do województwa zielonogórskiego.

## Integralne części wsi
| SIMC    | Nazwa         | Rodzaj     |
| ------- | ------------- | ---------- |
| 0911894 | Bukowiczka    | przysiółek |
| 0911902 | Nowa Bukowica | przysiółek |
| 0911919 | Zagóra        | przysiółek |

## Demografia
Liczba mieszkańców miejscowości w poszczególnych latach:
| Rok  | Ilość mieszkańców |
| ---- | ----------------- |
| 1998 | 191               |
| 2002 | 173               |
| 2009 | 188               |
| 2011 | 181               |
| 2021 | 186               |

## Zabytki
Do wojewódzkiego rejestru zabytków wpisany jest:
- kościół filialny pod wezwaniem św. Andrzeja Apostoła, z połowy XII wieku, przebudowany na początku XVI wieku, w początku XX wieku.